# Collegio di West Dunbartonshire
West Dunbartonshire è un collegio elettorale scozzese della Camera dei Comuni del Parlamento del Regno Unito. Elegge un membro del Parlamento con il sistema maggioritario a turno unico. Il rappresentante del collegio, dal 2024, è il laburista Douglas McAllister.

## Estensione

### Attuale
L'attuale collegio fu creato in seguito alla quinta revisione periodica della Boundary Commission for Scotland; copre, ed è interamente compresa nel Dunbartonshire Occidentale.
L'area del collegio era precedentemente divisa tra Dumbarton e Clydebank and Milngavie. Comprende i centri di Clydebank, Dumbarton e  Alexandria.
La quinta revisione non modificò i collegi del Parlamento scozzese, che mantengono le estensioni dei collegi di Westminster prima delle modifiche introdotte dalla revisione.

### Storica
Il collegio storico fu creato con il House of Commons (Redistribution of Seats) Act 1949 e venne utilizzato per la prima volta alle elezioni generali del 1950.
Il collegio era uno dei due che coprivano l'area della contea di Dunbarton, l'altro era il East Dunbartonshire. I due collegi sostituirono Dunbartonshire e Dumbarton Burghs.
West Dunbartonshire covered copriva i distretti di Old Kilpatrick e Vale of Leven e i burgh di Cove, Dumbarton e Helensburgh.
Per le elezioni generali del 1951 i confini nel collegio vennero aggiustati per tener conto del cambiamento dei confini del distretto di Old Kilpatrick.
I risultati della prima revisione periodica della Boundary Commission for Scotland furono implementati per le elezioni generali del 1955, ma non vi furono cambiamenti per il West Dunbartonshire, e gli stessi confini vennero utilizzati per le elezioni del 1959, del 1964, del 1966 e del 1970.
I risultati della seconda revisione periodica furono implementati per le elezioni del febbraio 1974; la revisione tenne conto della crescita della popolazione nella contea di Dunbarton, causata dai trasferimenti dalla città di Glasgow nella nuova città di Cumbernauld, e il West Dunbartonshire divenne uno dei tre collegi della contea. Gli altri erano East Dunbartonshire e Central Dunbartonshire. West Dunbartonshire ora copriva i distretti di Helensburg e Vale of Leven, oltre ai burgh di Cove and Kilcreggan, Dumbarton e Helensburgh.
I confini del febbraio 1974 vennero utilizzati anche per le elezioni dell'ottobre 1974 e del 1979.
Nel 1975, con il Local Government (Scotland) Act 1973, furono abolite le contee in favore di regioni e distretti, e la contea di Dunbarton fu divisa tra diversi distretti della nuova regione di Strathclyde. La terza revisione periodica tenne conto dei nuovi confini dei governi locali, e i risultati furono implementati per le elezioni del 1983.

## Membri del Parlamento
| Elezione | Elezione     | Deputato           | Partito           |
| -------- | ------------ | ------------------ | ----------------- |
|          | 1950         | Adam McKinlay      | Laburista         |
| 1950 (S) | Tom Steele   |                    | Laburista         |
| 1970     | Ian Campbell |                    | Laburista         |
|          | 1983         | Collegio abolito   | Collegio abolito  |
|          | 2005         | Collegio ricreato  | Collegio ricreato |
|          | 2005         | John McFall        | Laburista         |
| 2010     | Gemma Doyle  |                    | Laburista         |
|          | 2015         | Martin Docherty    | SNP               |
|          | 2024         | Douglas McAllister | Laburista         |

## Risultati elettorali

### Elezioni negli anni 2020
| Partito                    | Partito                                  | Candidato                  | Risultati 4 luglio 2024 | Risultati 4 luglio 2024 |
| Partito                    | Partito                                  | Candidato                  | Voti                    | %                       |
| -------------------------- | ---------------------------------------- | -------------------------- | ----------------------- | ----------------------- |
|                            | Laburista                                | Douglas McAllister         | 19 312                  | 48,79                   |
|                            | SNP                                      | Martin Docherty-Hughes     | 13 302                  | 33,60                   |
|                            | Reform UK                                | David Smith                | 2 770                   | 7,00                    |
|                            | Verde                                    | Paula Baker                | 1 496                   | 3,78                    |
|                            | Conservatore                             | Maurice Corry              | 1 474                   | 3,72                    |
|                            | Lib Dem                                  | Paul Donald Kennedy        | 839                     | 2,12                    |
|                            | Famiglie Scozzesi                        | Andrew Muir                | 318                     | 0,80                    |
|                            | Sovereignity                             | Kelly Wilson               | 73                      | 0,18                    |
|                            |                                          |                            |                         |                         |
| Iscritti                   | Iscritti                                 | Iscritti                   | 69 074                  | 100,00                  |
| ↳ Votanti (% su iscritti)  | ↳ Votanti (% su iscritti)                | ↳ Votanti (% su iscritti)  | 39 584                  | 57,31                   |
| ↳ Astenuti (% su iscritti) | ↳ Astenuti (% su iscritti)               | ↳ Astenuti (% su iscritti) | 29 490                  | 42,69                   |
|                            |                                          |                            |                         |                         |
|                            | Esito: collegio passa da SNP a Laburista |                            |                         |                         |

### Elezioni negli anni 2010
| Partito                    | Partito                          | Candidato                  | Risultati 12 dicembre 2019 | Risultati 12 dicembre 2019 |
| Partito                    | Partito                          | Candidato                  | Voti                       | %                          |
| -------------------------- | -------------------------------- | -------------------------- | -------------------------- | -------------------------- |
|                            | SNP                              | Martin Docherty-Hughes     | 22 396                     | 49,61                      |
|                            | Laburista                        | Jean-Anne Mitchell         | 12 843                     | 28,45                      |
|                            | Conservatore                     | Alix Mathieson             | 6 436                      | 14,26                      |
|                            | Liberal Democratici              | Jennifer Lang              | 1 890                      | 4,19                       |
|                            | Verdi                            | Peter Connolly             | 867                        | 1,92                       |
|                            | Indipendente                     | Andrew Muir                | 708                        | 1,57                       |
|                            |                                  |                            |                            |                            |
| Iscritti                   | Iscritti                         | Iscritti                   | 66 517                     | 100,00                     |
| ↳ Votanti (% su iscritti)  | ↳ Votanti (% su iscritti)        | ↳ Votanti (% su iscritti)  | 45 244                     | 68,02                      |
| ↳ Astenuti (% su iscritti) | ↳ Astenuti (% su iscritti)       | ↳ Astenuti (% su iscritti) | 21 273                     | 31,98                      |
|                            |                                  |                            |                            |                            |
|                            | Esito: collegio confermato a SNP |                            |                            |                            |

| Partito                    | Partito                          | Candidato                  | Risultati 8 giugno 2017 | Risultati 8 giugno 2017 |
| Partito                    | Partito                          | Candidato                  | Voti                    | %                       |
| -------------------------- | -------------------------------- | -------------------------- | ----------------------- | ----------------------- |
|                            | SNP                              | Martin Docherty-Hughes     | 18 890                  | 42,85                   |
|                            | Laburista                        | Jean-Anne Mitchell         | 16 602                  | 37,66                   |
|                            | Conservatore                     | Penny Hutton               | 7 582                   | 17,20                   |
|                            | Liberal Democratici              | Rebecca Plenderleith       | 1 009                   | 2,29                    |
|                            |                                  |                            |                         |                         |
| Iscritti                   | Iscritti                         | Iscritti                   | 67 715                  | 100,00                  |
| ↳ Votanti (% su iscritti)  | ↳ Votanti (% su iscritti)        | ↳ Votanti (% su iscritti)  | 44 083                  | 65,10                   |
| ↳ Astenuti (% su iscritti) | ↳ Astenuti (% su iscritti)       | ↳ Astenuti (% su iscritti) | 23 632                  | 34,90                   |
|                            |                                  |                            |                         |                         |
|                            | Esito: collegio confermato a SNP |                            |                         |                         |

| Partito                    | Partito                                  | Candidato                  | Risultati 7 maggio 2015 | Risultati 7 maggio 2015 |
| Partito                    | Partito                                  | Candidato                  | Voti                    | %                       |
| -------------------------- | ---------------------------------------- | -------------------------- | ----------------------- | ----------------------- |
|                            | SNP                                      | Martin Docherty-Hughes     | 30 198                  | 59,05                   |
|                            | Laburista                                | Gemma Doyle                | 16 027                  | 31,34                   |
|                            | Conservatore                             | Maurice Corry              | 3 597                   | 7,03                    |
|                            | Liberal Democratici                      | Aileen Morton              | 816                     | 1,60                    |
|                            | Indipendente                             | Claire Muir                | 503                     | 0,98                    |
|                            |                                          |                            |                         |                         |
| Iscritti                   | Iscritti                                 | Iscritti                   | 69 202                  | 100,00                  |
| ↳ Votanti (% su iscritti)  | ↳ Votanti (% su iscritti)                | ↳ Votanti (% su iscritti)  | 51 141                  | 73,90                   |
| ↳ Astenuti (% su iscritti) | ↳ Astenuti (% su iscritti)               | ↳ Astenuti (% su iscritti) | 18 061                  | 26,10                   |
|                            |                                          |                            |                         |                         |
|                            | Esito: collegio passa da Laburista a SNP |                            |                         |                         |

| Partito                    | Partito                                | Candidato                  | Risultati 6 maggio 2010 | Risultati 6 maggio 2010 |
| Partito                    | Partito                                | Candidato                  | Voti                    | %                       |
| -------------------------- | -------------------------------------- | -------------------------- | ----------------------- | ----------------------- |
|                            | Laburista                              | Gemma Doyle                | 25 905                  | 61,29                   |
|                            | SNP                                    | Graeme McCormick           | 8 497                   | 20,10                   |
|                            | Liberal Democratici                    | Helen Watt                 | 3 434                   | 8,12                    |
|                            | Conservatore                           | Martyn McIntyre            | 3 242                   | 7,67                    |
|                            | UKIP                                   | Mitch Sorbie               | 683                     | 1,62                    |
|                            | Socialista                             | Katharine McGavigan        | 505                     | 1,19                    |
|                            |                                        |                            |                         |                         |
| Iscritti                   | Iscritti                               | Iscritti                   | 66 040                  | 100,00                  |
| ↳ Votanti (% su iscritti)  | ↳ Votanti (% su iscritti)              | ↳ Votanti (% su iscritti)  | 42 266                  | 64,00                   |
| ↳ Astenuti (% su iscritti) | ↳ Astenuti (% su iscritti)             | ↳ Astenuti (% su iscritti) | 23 774                  | 36,00                   |
|                            |                                        |                            |                         |                         |
|                            | Esito: collegio confermato a Laburista |                            |                         |                         |

### Elezioni negli anni 2000
| Partito                    | Partito                                      | Candidato                  | Risultati 5 maggio 2005 | Risultati 5 maggio 2005 |
| Partito                    | Partito                                      | Candidato                  | Voti                    | %                       |
| -------------------------- | -------------------------------------------- | -------------------------- | ----------------------- | ----------------------- |
|                            | Laburista                                    | John McFall                | 21 600                  | 51,94                   |
|                            | SNP                                          | Tom Chalmers               | 9 047                   | 21,75                   |
|                            | Liberal Democratici                          | Niall Walker               | 5 999                   | 14,42                   |
|                            | Conservatore                                 | Campbell Murdoch           | 2 679                   | 6,44                    |
|                            | Socialista                                   | Les Robertson              | 1 708                   | 4,11                    |
|                            | UKIP                                         | Bryan Maher                | 354                     | 0,85                    |
|                            | Cristiano                                    | Marlon Dawson              | 202                     | 0,49                    |
|                            |                                              |                            |                         |                         |
| Iscritti                   | Iscritti                                     | Iscritti                   | 67 845                  | 100,00                  |
| ↳ Votanti (% su iscritti)  | ↳ Votanti (% su iscritti)                    | ↳ Votanti (% su iscritti)  | 41 589                  | 61,30                   |
| ↳ Astenuti (% su iscritti) | ↳ Astenuti (% su iscritti)                   | ↳ Astenuti (% su iscritti) | 26 256                  | 38,70                   |
|                            |                                              |                            |                         |                         |
|                            | Esito: collegio a Laburista (nuovo collegio) |                            |                         |                         |

## Risultati dei referendum

### Referendum sulla permanenza del Regno Unito nell'Unione europea del 2016
|        | Collegio            | Lasciare UE % | Rimanere in UE % |
| ------ | ------------------- | ------------- | ---------------- |
|        | West Dunbartonshire | 38,0%         | 62,0%            |
| Scozia | 38,0%               | 62,0%         |                  |
|        | Regno Unito         | 51,9%         | 48,1%            |

### Referendum sull'indipendenza della Scozia del 2014
|  | Collegio            | Voti NO   | % No  | Voti SI   | % Sì  |
|  | ------------------- | --------- | ----- | --------- | ----- |
|  | West Dunbartonshire | 28 776    | 46,0% | 33 720    | 54,0% |
|  | Scozia              | 2 001 926 | 55,3% | 1 617 989 | 44,7% |